# Міст Ататюрка
Міст Ататюрка (тур. Atatürk Köprüsü), також відомий як Міст Ункапани (тур. Unkapanı Köprüsü) — автомобільний міст над бухтою Золотий Ріг у Стамбулі, Туреччина. Названий іменем Мустафи Кемаля Ататюрка, засновника і першого президента Турецької Республіки. Міст Ататюрка з'єднує Історичний півострів з районом Бейоглу, він є продовженням бульвару Ататюрка, який починається в районі Аксарай і закінчується в районі Ункапани.
Перший міст Айратіє було збудовано у 1836 році на замовлення османського султана Махмуда II. Будівництво здійснювалося під керівництвом заступника адмірала Османського флоту Ахмеда Февзі Паші в імператорському морському арсеналі (Терсане-іммір) на Золотому Розі. У 1836 році у відкритті мосту взяв участь султан Махмуд II, перетнувши міст на коні. Спочатку довжина мосту сягала близько 400 метрів, а ширина — 10 метрів.
У 1875 році його було замінено іншим мостом, виготовленим із заліза й побудованим французькою компанією за ціною 135 000 османських золотих лір. Він мав довжину 480 метрів і широту 18 метрів. Цей міст експлуатувався до 1912 року, коли його було знесено через закінчення терміну служби.
У 1912 р. міст розібрали і збудували Галатський міст, що використовувався до 1936 року, коли був пошкоджений бурею.
Теперішній (четвертий) міст на цьому місці був побудований між 1936 і 1940 рр. та введений в експлуатацію в 1940 році під назвою Міст Ататюрка. Довжина нового мосту становить 477 метрів, а ширина — 25 метрів.